# Compressió de capçalera de context estàtic
La compressió de capçalera de context estàtic (amb acrònim anglès SCHC) és un mecanisme de compressió i fragmentació estàndard definit al grup de treball IPv6 sobre LPWAN de l'IETF. Ofereix compressió i fragmentació de paquets IPv6/UDP/CoAP per permetre la seva transmissió a través de les xarxes d'àrea àmplia de baixa potència (LPWAN).
Especificat a la recomanació RFC 8724: SCHC: Marc genèric per a la compressió i la fragmentació de capçalera de context estàtic.
La xarxa d'àrea àmplia de baixa potència (LPWAN) reuneix les tecnologies de connectivitat adaptades per a Internet de les coses (IoT), que permeten:
- comunicació de llarg abast (fins a 40 km),
- molt baix consum d'energia (al costat del dispositiu),
- i eficiència energètica (per a xarxes).

La compensació per assolir aquestes característiques inclou una limitació severa en termes de rendiment i mida de paquet admesa. A més, LPWAN inclou limitacions en les modalitats de transmissió, ja que, per estalviar bateria, els dispositius estan inactius la major part del temps i només es desperten episòdicament per transmetre i rebre dades durant una breu finestra de temps.
Com a resultat, els LPWAN utilitzen els seus protocols específics, cadascun adaptat a les seves pròpies especificitats. El més important és que no poden portar IPv6, que va ser dissenyat per assignar adreces als milers de milions de dispositius connectats a IoT.
A principis dels anys 2000, l'IETF va produir la primera onada d'estàndards madurs per a la compressió i la fragmentació:
- RoHC (Compressió de capçalera robusta) el 2001,
- i 6LoWPAN (IPv6 sobre xarxes d'àrea personal sense fil de baixa potència) el 2007.

Tanmateix, aquests esquemes de compressió no poden adaptar-se a les especificitats de LPWAN. 
SCHC associa els beneficis del context RoHC, que proporciona una gran flexibilitat en el processament dels camps, i de les operacions 6LoWPAN per evitar el trànsit de camps coneguts per l'altra banda. 
SCHC aprofita les característiques LPWAN (sense encaminament, format de trànsit altament predictible i contingut dels missatges) per reduir la sobrecàrrega a uns quants bytes i estalviar trànsit de xarxa.
La compressió SCHC es basa en la noció de context. Un context és un conjunt de regles que descriuen el context de comunicació, és a dir, els camps de capçalera. Es comparteix i es subministra prèviament tant als dispositius finals com a la xarxa principal. El "context estàtic" suposa que la descripció de la regla no canvia durant la transmissió. Gràcies a aquest mecanisme, les capçaleres IPv6/UDP es redueixen en la majoria dels casos a un petit identificador.